# Le mille luci di New York (film)
Le mille luci di New York (Bright Lights, Big City) è un film di James Bridges del 1988, tratto dall'omonimo romanzo di Jay McInerney, che ne ha curato anche la sceneggiatura.

## Trama
Un giovane giornalista di successo attraversa un periodo di depressione dopo aver perso la madre ed essere stato abbandonato dalla moglie, partita per Parigi in cerca di successo come modella. Dando ascolto ai pessimi consigli dell'amico Tad, gira ogni notte alla ricerca di piaceri effimeri scivolando lentamente in una spirale di vizi, droga e alcolismo. Questa condotta lo farà licenziare dal lavoro ma, quando tutto sembra perduto, troverà la forza di reagire.